# Parsons (Virginia Occidentale)
Parsons è un comune degli Stati Uniti d'America, nella contea di Tucker nello Stato della Virginia Occidentale.